# 白鳥古墳群
白鳥古墳群（しろとりこふんぐん）は愛知県名古屋市守山区上志段味字白鳥にある複数の古墳の総称で、志段味古墳群のひとつに数えられる。

## 概要
かつては5号墳までの5基とされていたが、近年の調査で8基目に数えられる古墳が確認されている。また、1号墳は市内にある古墳のうち、原形をほぼ完全に残した石室を持つ事で知られる。

### 東谷山白鳥古墳（1号墳）
国道155号沿いに立地しながら破壊を免れた墳径17.5メートル（東西）16.5メートル（南北）、高さ3.5メートルの円墳で、全長9.8メートル、玄室長4.2メートル、最大幅1.6メートル、高さ2.4メートルの平面徳利型・無袖式の横穴式石室を持つ。羨道の長さは3.2メートルで西側に開口している。6世紀後半に築造されたと考えられており、名古屋市内の古墳としては石室をほぼ完全に残している稀有な例である。平成7年（1995年）に名古屋市の史跡に指定された。その後、2014年（平成26年）10月6日に「東谷山白鳥古墳」の名称で国の史跡「志段味古墳群」に追加指定され、2021年（令和3年）10月11日に追加指定とともに「白鳥古墳群」に名称変更がなされた。
大正時代に羨道部の土砂を搬出して調査が行われた際には土器や曲玉、鉄鏃が出土したとの記録がある。また旧守山市による昭和36年（1961年）の調査で土器や武具が出土しており、出土品は名古屋市博物館に収蔵されている。平成18年から19年（2006年〜2007年）に名古屋市教育委員会が墳裾や周囲のトレンチ掘削や測量など範囲確認調査を行なった際に残存する周溝が検出された。形状はアルファベットのC型で開口部では途切れており、幅約4.9メートル、深さ0.95メートル（背面側の方が若干広い）。これにより周溝を含めた1号墳の規模は東西約25メートル、南北約24.5メートルとなった。また、同調査の際に隣接する位置に8号墳（後述）の遺構を確認した。
なお、現在は石室前に格子戸が設けられ施錠されているため、通常は内部に立ち入ることは出来ない。

#### 出土品（1961年）
- 須恵器 - 脚付短頚坩、つまみ付き蓋 2点、平瓶、無蓋高坏、高坏片
- 土師器片 - 少々
- 馬具一式 - 轡鏡板、手引、手引壷、止金具、銜
- 直刀片 - 3本
- 刀子片 - 2本
- 鉄鏃 - 羨道部 1本、玄室部 2本

### 2号墳
墳径12メートルの円墳で西向きに開口した横穴式石室を持っていたが、昭和36年の調査後に開発によって滅失した。平瓶が出土している。地表下に周溝が残存している可能性があるとされている。

### 3号墳
2号墳と同規模の円墳。開発によって2号墳と同時期に滅失。2号墳同様、地表下に周溝が残存している可能性があるとされている。

### 4号墳
かつては墳径10メートル、高さ2メートルの円墳とされていたが、平成17年（2005年）の住宅建築に伴う発掘調査で墳径15メートル、高さ2.1メートルの墳丘残存が確認され、西南西に開口した無袖式の横穴式石室の遺構が検出された。
石室は奥壁から羨道先端部まで6.65メートル、玄室長3.56メートル、石室最大幅1.74メートルなどで、天井石が失われていた。石室内部などから矢穴のある石材片が見つかっている事などから、後年になって石室材が採取され、端材を石室の空洞部に遺棄したと見られている。築造時の推定規模は17.0メートル×16.4メートル。調査後に滅失した。

#### 出土品（2005年）
- 土師器 - 甕 1点
- 須恵器 - 提瓶 2点、無蓋高坏片
- 刀子 - 1本
- 鉄鏃 - 2本以上
- 灰釉陶器椀 - 1点

※ 以上は玄室内部からの出土。玄室外からは縄文時代の遺物なども見つかった。

### 5号墳
墳径10メートル、高さ2.5メートルの円墳。天井石と思われる石材が露出しており、横穴式石室が残存していると思われるが未調査。

### 6号墳
民家の庭先にある塚状部で、古墳と推定されているが未調査のため実際のところは不明である。

### 7号墳
墳径約10メートルの円墳。4号墳調査時の伐採で墳丘と思しき地形が見つかり、表土中から須恵器の坏蓋が完全な形で見つかった事などから、合わせて調査が行われた。墳頂と南側は削平され北側は国道155号に面した崖状になっているなど形状は大きく損なわれていたが、南側に開口していた石室の西側壁と見られる石積み（残存長3.3メートル、高さ0.4メートル）と須恵器が出土した。調査後、滅失した。

#### 出土品（2005年）
- 須恵器 - 坏蓋 5点、坏身 4点

### 8号墳
円墳。平成18年から19年の1号墳調査で、隣接する位置に8号墳の周濠を検出。墳丘の盛土と周濠が地表下に残存する事を確認した。6世紀後半に築造された可能性があるとされる。

#### 出土品
- 須恵器 - 提瓶 1点

## アクセス
- 大曽根駅（JR中央本線、名鉄瀬戸線、名古屋市営地下鉄名城線）
- 高蔵寺駅（JR中央本線、愛知環状鉄道・愛知環状鉄道線）
  - 名古屋ガイドウェイバス・ガイドウェイバス志段味線（ゆとりーとライン）「東谷橋」バス停下車。